# Sommer-Paralympics 2012/Teilnehmer (Irak)
| stlisierte Goldmedaille | stlisierte Silbermedaille | stlisierte Bronzemedaille |
| ----------------------- | ------------------------- | ------------------------- |
| —                       | 2                         | 1                         |

Irak entsandte zu den Paralympischen Sommerspielen 2012 in London (29. August bis 9. September) eine aus 19 Sportlern bestehende Mannschaft. Insgesamt gewann der Irak drei Medaillen und fand sich auf Platz 59 des Medaillenspiegels wieder.

## Medaillengewinner

### Silber
| Name            | Sportart       | Wettkampf              |
| --------------- | -------------- | ---------------------- |
| Faris Al-Ajeeli | Powerlifting   | über 100 kg – Männer   |
| Ahmed Naas      | Leichtathletik | Speerwurf F40 – Männer |

### Bronze
| Name              | Sportart       | Wettkampf              |
| ----------------- | -------------- | ---------------------- |
| Wildan Nukhailawi | Leichtathletik | Speerwurf F40 – Männer |

## Teilnehmer nach Sportart

### Leichtathletik
| Athleten          | Wettbewerb         | Vorlauf / Vorkampf | Vorlauf / Vorkampf | Halbfinale    | Halbfinale    | Finale        | Finale        | Rang          |
| Athleten          | Wettbewerb         | Zeit / Weite       | Rang               | Zeit / Weite  | Rang          | Zeit / Weite  | Rang          | Rang          |
| ----------------- | ------------------ | ------------------ | ------------------ | ------------- | ------------- | ------------- | ------------- | ------------- |
| Männer            |                    |                    |                    |               |               |               |               |               |
| Kovan Abdulraheem | Kugelstoßen F40    | –                  | –                  | –             | –             | 10,60 m       | 8             | 8             |
| Kovan Abdulraheem | Diskuswurf F40     | –                  | –                  | –             | –             | 27,28 m       | 12            | 12            |
| Kovan Abdulraheem | Speerwurf F40      | –                  | –                  | –             | –             | 41,72 m       | 4             | 4             |
| Mahdi Al-Saadi    | Kugelstoßen F11-12 | –                  | –                  | –             | –             | 11,12 m       | 13            | 13            |
| Hameed Hassain    | Kugelstoßen F11-12 | –                  | –                  | –             | –             | 09,81 m       | 16            | 16            |
| Hameed Hassain    | Diskuswurf F11     | –                  | –                  | –             | –             | 26,65 m       | 10            | 10            |
| Hasan Janabi      | Weitsprung F36     | –                  | –                  | –             | –             | 04,40 m       | 9             | 9             |
| Ahmed Kadhim      | 100 m T12          | 11,77 s            | 3                  | –             | –             | ausgeschieden | ausgeschieden | ausgeschieden |
| Ahmed Kadhim      | 200 m T12          | 23,16 s            | 3                  | ausgeschieden | ausgeschieden | ausgeschieden | ausgeschieden | ausgeschieden |
| Hussein Kadhim    | 200 m T13          | 23,06 s            | 4                  | –             | –             | ausgeschieden | ausgeschieden | ausgeschieden |
| Hussein Kadhim    | 400 m T13          | 50,36 s            | 1                  | –             | –             | 19,76 s       | 5             | 5             |
| Ahmed Naas        | Speerwurf F40      | –                  | –                  | –             | –             | 43,27 m       | 2             | Silber        |
| Wildan Nukhailawi | Kugelstoßen F40    | –                  | –                  | –             | –             | 10,46 m       | 9             | 9             |
| Wildan Nukhailawi | Diskuswurf F40     | –                  | –                  | –             | –             | 28,24 m       | 11            | 11            |
| Wildan Nukhailawi | Speerwurf F40      | –                  | –                  | –             | –             | 42,31 m       | 3             | Bronze        |

### Powerlifting (Bankdrücken)
| Athleten         | Wettbewerb         | Gewicht       | Rang          |
| ---------------- | ------------------ | ------------- | ------------- |
| Frauen           |                    |               |               |
| Huda Ali         | Klasse bis 82,5 kg | 108,0 kg      | 7             |
| Dhikra Saleem    | Klasse bis 60 kg   | 101,0 kg      | 5             |
| Männer           |                    |               |               |
| Faris Al-Ajeeli  | Klasse über 100 kg | 242,0 kg      | Silber        |
| Hasan Al-Tameemi | Klasse bis 56 kg   | ohne Ergebnis | ohne Ergebnis |
| Jabbar Jaber     | Klasse bis 90 kg   | 195,0 kg      | 5             |
| Hussein Juboori  | Klasse bis 52 kg   | 160,0 kg      | 6             |

### Rollstuhlfechten
| Athleten  | Wettbewerb         | Qualifikation | Qualifikation | Viertelfinale | Viertelfinale | Halbfinale / Klassifikation | Halbfinale / Klassifikation | Finale / Platzierung | Finale / Platzierung | Rang          |
| Athleten  | Wettbewerb         | Ergebnis      | Rang          | Gegner        | Ergebnis      | Gegner                      | Ergebnis                    | Gegner               | Ergebnis             | Rang          |
| --------- | ------------------ | ------------- | ------------- | ------------- | ------------- | --------------------------- | --------------------------- | -------------------- | -------------------- | ------------- |
| Männer    |                    |               |               |               |               |                             |                             |                      |                      |               |
| Ammar Ali | Florett Einzel (B) | 3:1           | 3             | Alim Latreche | 6:15          | ausgeschieden               | ausgeschieden               | ausgeschieden        | ausgeschieden        | ausgeschieden |

### Rollstuhltennis
| Männer          |        |              |          |               |               |               |               |               |               |               |               |               |
| Mohammed Hamdan | Einzel | Evans Maripa | 1:6, 0:6 | ausgeschieden | ausgeschieden | ausgeschieden | ausgeschieden | ausgeschieden | ausgeschieden | ausgeschieden | ausgeschieden | ausgeschieden |

### Schießen
| Athleten       | Wettbewerb                | Qualifikation   | Qualifikation | Finale          | Finale        | Ringe/ Scheiben | Rang          |
| Athleten       | Wettbewerb                | Ringe/ Scheiben | Rang          | Ringe/ Scheiben | Rang          | Ringe/ Scheiben | Rang          |
| -------------- | ------------------------- | --------------- | ------------- | --------------- | ------------- | --------------- | ------------- |
| Farah Al-Waeli | Luftgewehr 10 Meter (SH1) | 373             | 18            | ausgeschieden   | ausgeschieden | ausgeschieden   | ausgeschieden |

### Schwimmen
| Athleten           | Wettbewerb      | Vorlauf     | Vorlauf       | Finale        | Finale        | Rang          |
| Athleten           | Wettbewerb      | Zeit        | Rang          | Zeit          | Rang          | Rang          |
| ------------------ | --------------- | ----------- | ------------- | ------------- | ------------- | ------------- |
| Jawad Joudah       | 100 m Brust SB6 | DQ          | DQ            | ausgeschieden | ausgeschieden | ausgeschieden |
| Jawad Joudah       | 100 m Rücken S6 | 1:24,59 min | 7             | 1:25,31 min   | 7             | 7             |
| 200 m Freistil SM6 | 3:25,70 min     | 16          | ausgeschieden | ausgeschieden | ausgeschieden |               |

### Tischtennis
| Athleten  | Wettbewerb        | Gruppe                                     | 1. Runde | 1. Runde | Viertelfinale | Viertelfinale | Halbfinale    | Halbfinale    | Finale        | Finale        | Rang          |
| Athleten  | Wettbewerb        | Gruppe                                     | Gegner   | Ergebnis | Gegner        | Ergebnis      | Gegner        | Ergebnis      | Gegner        | Ergebnis      | Rang          |
| --------- | ----------------- | ------------------------------------------ | -------- | -------- | ------------- | ------------- | ------------- | ------------- | ------------- | ------------- | ------------- |
| Saaed Ali | Einzel (Klasse 8) | Richard Csejtey (0:3) Piotr Grudzien (3:0) | –        | –        | ausgeschieden | ausgeschieden | ausgeschieden | ausgeschieden | ausgeschieden | ausgeschieden | ausgeschieden |